# ناقل حر

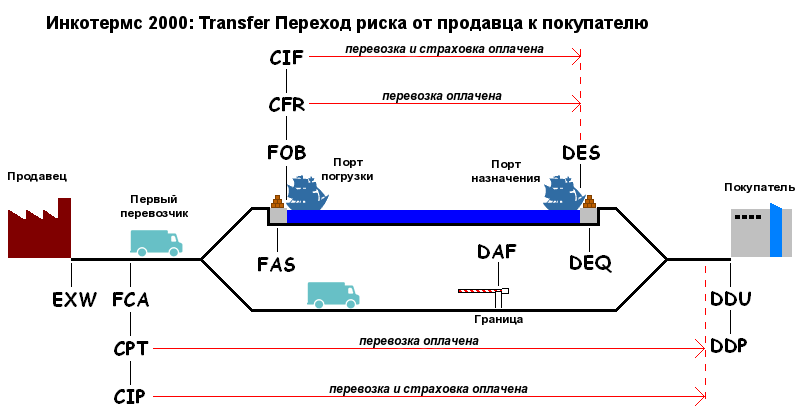

ناقل حر (بالإنجليزية: Free Carrier : FCA)‏ هو مصطلح تجاري دولي يعني أن يقوم البائع بتسليم البضاعة إلى الناقل الأول (الذي يحدده المشتري) وفي مكان محدد وتكون البضاعة جاهزة للتصدير. يعتبر هذا المصطلح مناسباً لكل أساليب النقل، مثال النقل الجوي والنقل عبر القطارات والنقل البري وأسلوب النقل المتعدد.